# Amaury Pasos
Amaury Antônio Pasos, často zvaný jen Amaury (11. prosince 1935 São Paulo – 12. prosince 2024), byl brazilský basketbalista, jedna z hlavních postav slavné éry brazilského basketbalu 50. a 60. let 20. století. S brazilskou mužskou basketbalovou reprezentací se stal dvakrát mistrem světa (1959, 1963), přičemž na obou těchto šampionátech byl nejužitečnějším hráčem turnaje. Krom toho má ze světového mistrovství jedno stříbro (1954) a jeden bronz (1967). Čtyřikrát se stal mistrem Jižní Ameriky (1958, 1960, 1961, 1963). Z olympijských her má dva bronzy (1960, 1964). V roce 1991 byl Mezinárodní basketbalovou federací (FIBA) vybrán mezi 50 nejlepších basketbalistů historie. V roce 2007 byl uveden do její síně slávy.